# سیزده دلیل برای اینکه (رمان)
سیزده دلیل برای اینکه (انگلیسی: Thirteen Reasons Why) نام رمانی از جی اشر است که در سال ۲۰۰۷ منتشر شد و در فهرست کتاب‌های پرفروش نیویورک تایمز در ژوئیه ۲۰۱۱ به رتبه یک رسید. مجموعه تلویزیونی ۱۳ دلیل برای اینکه از نت‌فلیکس از روی این کتاب ساخته شده‌است. داستان «سیزده دلیل برای اینکه» دربارهٔ خودکشی یک دختر بنام هانا بیکر در دبیرستان و دلایل آن است.

## تاریخچه کتاب
سیزده دلیل برای اینکه برای اولین بار با جلد سخت در تاریخ ۱۸ اکتبر سال ۲۰۰۷(میلادی)، ۲۶ مهر سال ۱۳۸۶(شمسی)، توسط رازرت بیل که ناشر کتاب‌های نوجوان و جوان گروه پنگوئن هست منتشر شد. کتاب صوتی نیز توسط کتاب‌خانه صوتی؛ یا همان لسنینگ لایبری؛ از مجموعه گروه پنگوئن در همان موقع منتشر شد که اجرای صوتی نقش هانا بیکر را دبرا ویسمن و نقش کلی جنسن را نیز جول جانستون را انجام دادند. در ۲۷ دسامبر سال ۲۰۱۶(میلادی)؛ ۷ دی ماه سال ۱۳۹۵(شمسی)؛ به مناسب دهمین سالگرد انتشار کتاب، گروه پنگوئن مجدد کتاب را با جلد سخت منتشر کرد. این ویرایش شامل نسخه اصلی پایان منتشر نشده، مقدمه جدید و مقاله ای که نویسنده، دست خط‌های خودش را به هنگام نوشتن رمان، راهنمای مطالعه و واکنش خواننده‌های کتاب آن را تهیه کرده بود، می‌شد.

## نقش‌ها
▪ هانا بیکر که موضوع اصلی کتاب هست. او دختر دبیرستانی ای بود که مرتکب خودکشی می‌شود و نوارهایی را به جای می‌گذارد که با ۱۳ دلیل بروی ۱۲ نفر تأثیر می‌گذارد.
▪ کلی جنسن که راوی داستان هست. او دانش آموز خجالتی دبیرستانی است که در بین نوارهای هانا پیدا می‌شود. او موضوع بحث نوار نهم هست که هانا تصریح می‌کند که وی همیشه با او مهربان بود و حقش این نبود که در لیست او باشد. کلی تنها کسی داخل نوارها هست که به‌طور مستقیم برای علت مرگ هانا سرزنش نشده‌است.
▪جاستین فولی که موضوع بحث اولین نوار هست. او یک سال بزرگتر از هانا و اولین کراش و تجربه بوسه او بود. هانا جاستین را در اولین نوار جاستین را به خاطر شروع شایعات که هانا را هرزه جلوه داده بود مورد سرزنش قرار می‌دهد. همچین در نهمین نوار که جاستین به دوستش برایس واکر اجازه تجاوز به جسیکا را داد نیز سرزنش می‌کند.
▪الکس استندال موضوع بحث دومین نوار هست. بعد از به هم زدن رابطه اش با جسیکا، او لیست " جذاب یا دلسرد کننده " را عموماً منتشر کرد و به هانا لقب " بهترین باسن بین ورودی‌های جدید" را داد. هانا معتقد است که این صحه گذاری‌های بیشتر بر شهرت وی به خاطر هرزگی اش بعد از اولین بوسه او با جاستین شروع شد.
▪جسیکا دیویس موضوع بحث سومین نوار و دوست هانا پیش از لیست «جذاب یا دلسرد کننده» که الکس دوستی آنها را به اتمام رساند بود. هانا او را به خاطر اینکه شایعات علیه وی را باور کرده بود و همین‌طور به مردم گفته بود که هانا، الکس را از او گرفته بود، سرزنش می‌کند. بعدها جسیکا با جاستین دوست می‌شود که برایس واکر در مارتی به او تجاوز می‌کند.